# Sligo, Pennsylvania
Sligo är en kommun av typen borough i Clarion County i Pennsylvania. Vid 2010 års folkräkning hade Sligo 720 invånare.